# Роберт Бентон
Роберт Бентон (англ. Robert Benton; 29 вересня 1932, Воксегачі, Техас — 11 травня 2025, Нью-Йорк) — американський кінорежисер та сценарист.

## Біографія
Роберт Бентон 29 вересня 1932 року у місті Воксахачі, штат Техас. Батько Еллері Дуглас Бентон, співробітник телефонної компанії, мати Дороті Сполдінг. Навчався в університеті Техасу і в Колумбійському університеті. На початку 1960-х років працював артдиректором журналу «Esquire».
Першим фільмом до якого Бентон написав сценарій був «Бонні і Клайд» (1967) режисера Артура Пенна. Ідею для сценарію він отримав від свого батька, який був на похороні Бонні Паркер і Клайда Берроу. У 1972 році Бентон дебютує як режисер у вестерні «Погана компанія». За режисуру та найкращий сценарій у картині «Крамер проти Крамера» (1979) отримує премію «Оскар». Третього «Оскара» Бентон здобуває за найкращий сценарій для фільму «Місце в серці» (1984).

## Фільмографія
| Рік  |    | Українська назва                | Оригінальна назва                             | Роль                |
| ---- | -- | ------------------------------- | --------------------------------------------- | ------------------- |
| 1967 | ф  | Бонні і Клайд                   | Bonnie and Clyde                              | сценарист           |
| 1970 | ф  | Жив був обманщик                | There Was a Crooked Man...                    | сценарист           |
| 1972 | ф  | У чому справа, док?             | What's Up, Doc?                               | сценарист           |
| 1972 | ф  | О, Калькутта!                   | Oh! Calcutta!                                 | сценарист           |
| 1972 | ф  | Погана компанія                 | Bad Company                                   | режисер, сценарист  |
| 1975 | тф | Це птах, це літак, це Супермен! | It's a Bird... It's a Plane... It's Superman! | сценарист           |
| 1977 | ф  | Запізніле шоу                   | The Late Show                                 | режисер, сценарист  |
| 1978 | ф  | Супермен                        | Superman                                      | сценарист           |
| 1979 | ф  | Крамер проти Крамера            | Kramer vs. Kramer                             | режисер, сценарист  |
| 1982 | ф  | У нічній тиші                   | Still of the Night                            | режисер, сценарист  |
| 1984 | ф  | Місце в серці                   | Places in the Heart                           | режисер, сценарист  |
| 1987 | ф  | Надін                           | Nadine                                        | режисер, сценарист  |
| 1988 | ф  | Будинок на Керролл-стріт        | The House on Carroll Street                   | продюсер            |
| 1991 | ф  | Біллі Батгейт                   | Billy Bathgate                                | режисер             |
| 1994 | ф  | Без дурнів                      | Nobody's Fool                                 | режисер, сценарист  |
| 1998 | ф  | Сутінки                         | Twilight                                      | режисер, сценарист  |
| 2003 | ф  | Заплямована репутація           | The Human Stain                               | режисер             |
| 2005 | ф  | Крижаний врожай                 | The Ice Harvest                               | сценарист, продюсер |
| 2007 | ф  | Свято кохання                   | Feast of Love                                 | режисер             |